# 約翰·史鐸

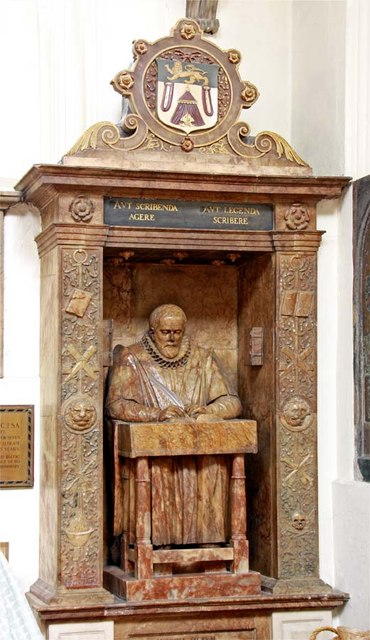
伦敦圣安德鲁教堂（St Andrew Undershaft
）的約翰·史鐸纪念碑

約翰·史鐸（John Stow，亦拼作Stowe；1524/25 – 1605年4月5日），是一位英格兰历史学家和古物收藏家，为16世纪最著名的英格兰史学家之一，出生于伦敦市的一个平民家庭，父亲托马斯·史鐸（Thomas Stow）是一个杂货商。
他著有多部英格兰编年史，即《The Summarie of Englyshe Chronicles》、《The Chronicles of England》和《The Annales of England》，此外《Survey of London》（1598）也是他的作品。
他和当时的许多收藏家如马修·帕克等都有来往，是1586年创建的古物收藏家学会（Society of Antiquaries）成员，藏品包括各类手稿和历史文献。

## 扩展阅读
- Stow, John. Kingsford, Charles Lethbridge , 编.  revised. Oxford: Clarendon Press. 1927  [2018-11-04]. （原始内容存档于2018-07-31）. (2 vols.) [Kingsford's "Introduction" includes a substantial life of Stow.]